# Michel Vonk
Michel Vonk (Alkmaar, 28 oktober 1968) is een voormalig Nederlands voetballer en zoon van oud-voetballer en trainer Theo Vonk. Hij speelde als verdediger bij onder andere AZ en Manchester City in Engeland. Aan het eind van het seizoen 2000/01 stopte hij als profvoetballer. Hij was jeugdinternational.
Vonk was een van de dertien buitenlandse voetballers die in actie kwamen op de allereerste speeldag van de Premier League op 15 augustus 1992.
Nadien stapte hij het trainersvak in en was hij onder meer jeugdtrainer bij PSV Eindhoven en AZ en assistent- en hoofdtrainer bij Sparta Rotterdam. 
Vonk nam zijn hoogste trainersdiploma in ontvangst op 17 februari 2010. In het seizoen 2011/12 werd hij hoofdtrainer bij Sparta Rotterdam. Hij was de opvolger van Jan Everse, die in februari werd ontslagen wegens teleurstellende prestaties. Vonk was bij Sparta eerder assistent van Wiljan Vloet, die met ingang van 1 juli 2011 bij Sparta begon als algemeen en technisch directeur.
Op 2 april 2013, een dag na de viering van het 125-jarige jubileum en de thuisnederlaag tegen FC Emmen (0-1), besloot het bestuur van Sparta om Vonk te ontslaan. Ook assistent-trainer Pascal Jansen werd uit zijn functie ontheven. Aanleiding waren de matige prestaties. Sparta behaalde uit de laatste vijf duels slechts vier punten, en zakte door het verlies tegen Emmen van de eerste naar de vierde plaats in de tussenstand. Hij werd opgevolgd door interim-coach Henk ten Cate.
Op 20 mei 2014 werd bekend dat Vonk met ingang van het seizoen 2014/15 hoofdtrainer werd bij Telstar uit Velsen-Zuid. Hij was de opvolger van Marcel Keizer, die als technisch manager in dienst trad bij Cambuur Leeuwarden. Vonk vertrok aan het einde van het seizoen 2016/17 bij Telstar. Hij werd opgevolgd door Mike Snoei.
In het seizoen 2017/2018 trad Vonk in dienst bij sc Heerenveen als assistent van Jurgen Streppel, waar hij de vertrokken Tieme Klompe opvolgt. Van 2018 tot 2021 trainde hij Jong AZ.

## Carrière
| Seizoen        | Club             | Land      | Competitie     | Wed. | Goals |
| -------------- | ---------------- | --------- | -------------- | ---- | ----- |
| 1986/87        | AZ               | Nederland | Eredivisie     | 19   | 0     |
| 1987/88        | AZ               | Nederland | Eredivisie     | 24   | 0     |
| 1988/89        | AZ               | Nederland | Eerste Divisie | 35   | 0     |
| 1989/90        | AZ               | Nederland | Eerste Divisie | 33   | 0     |
| 1990/91        | SVV              | Nederland | Eredivisie     | 39   | 0     |
| 1991/92        | SVV/Dordrecht'90 | Nederland | Eredivisie     | 25   | 0     |
| 1991/92        | Manchester City  | Engeland  | Premier League | 9    | 0     |
| 1992/93        | Manchester City  | Engeland  | Premier League | 26   | 0     |
| 1993/94        | Manchester City  | Engeland  | Premier League | 35   | 1     |
| 1994/95        | Manchester City  | Engeland  | Premier League | 21   | 0     |
| 1995/96        | Manchester City  | Engeland  | Premier League | 0    | 0     |
| 1995/96        | Oldham Athletic  | Engeland  | Division One   | 5    | 1     |
| 1995/96        | Sheffield United | Engeland  | Division One   | 17   | 0     |
| 1996/97        | Sheffield United | Engeland  | Division One   | 17   | 2     |
| 1997/98        | Sheffield United | Engeland  | Division One   | 3    | 0     |
| 1998/99        | MVV              | Nederland | Eredivisie     | 29   | 0     |
| 1999/00        | MVV              | Nederland | Eredivisie     | 21   | 0     |
| 2000/01        | MVV              | Nederland | Eerste divisie | 18   | 0     |
| Totaal         | Totaal           | Totaal    | Totaal         | 334  | 15    |
| Bijgewerkt tot | 26 februari 2009 |           |                |      |       |